# Kurzyślad maleńki
Kurzyślad maleńki, niedośpiałek maleńki (Lysimachia minima (L.) U.Manns & Anderb.) – gatunek rośliny z rodziny pierwiosnkowatych, różnie klasyfikowany, także jako należący do rodzaju kurzyślad (Anagallis, jako A. minima (L.) E.H.L.Krause) lub niedośpiałek (Centunculus, jako C. minimus L.). Występuje w Europie, Azji, Afryce, Ameryce Północnej i Południowej. W Polsce rośnie w rozproszeniu na terenie całego kraju. 

## Morfologia
PokrójDrobna, gałęzista roślina o wysokości 1–10 cm.
LiścieJajowate, całobrzegie, skrętoległe.
KwiatyWyrastające w kątach liści, siedzące lub z krótkimi szypułkami. Kielich o długości 1,5–2 mm. Działki kielicha zaostrzone. Korona kwiatu lejkowata, krótsza od kielicha, czterodzielna, z krótką rurką. Płatki zaostrzone, białe lub różowawe. Pręciki przyrosłe do gardzieli korony. Słupek górny.
OwocOtwierająca się wieczkiem torebka.

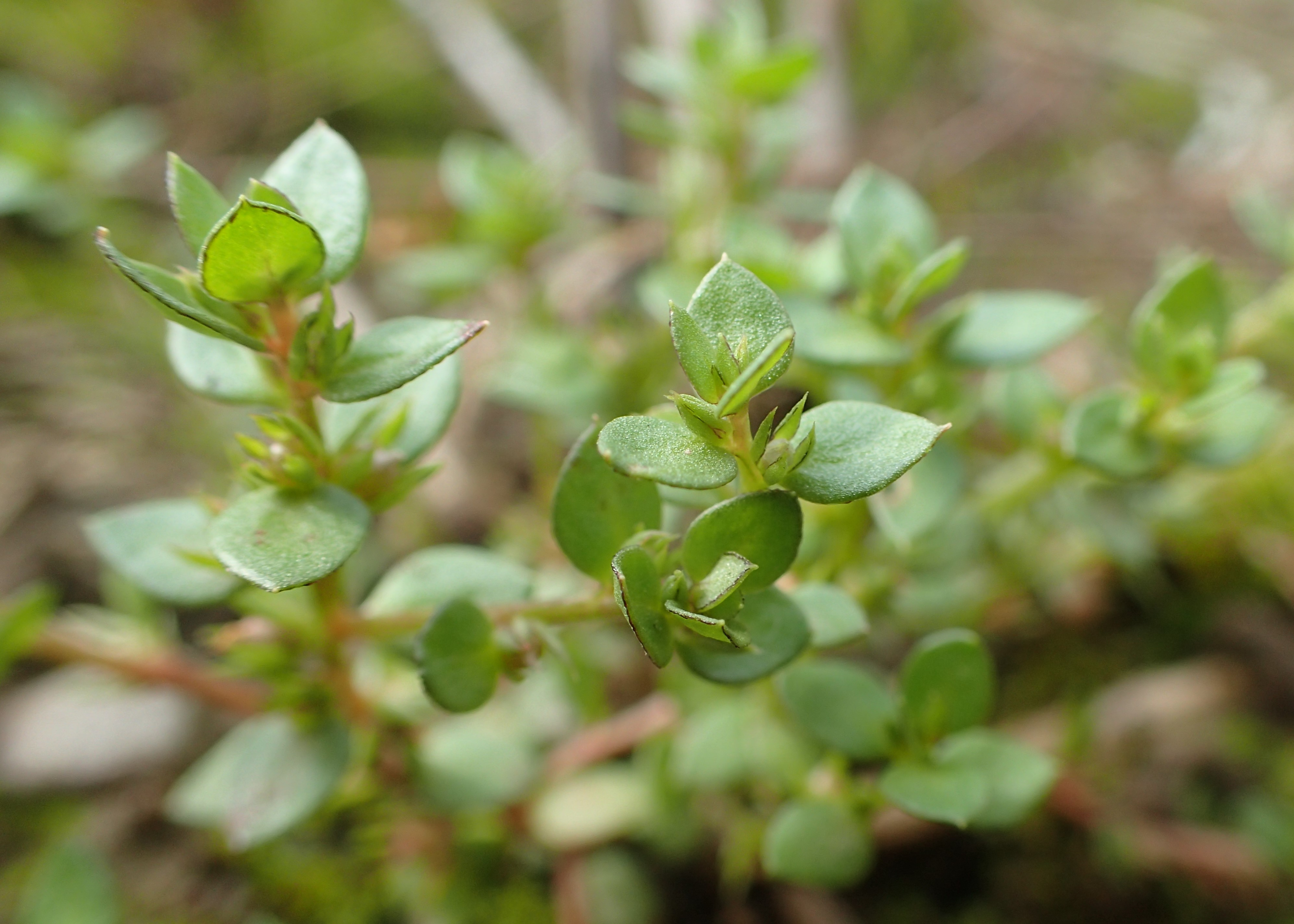
Liście
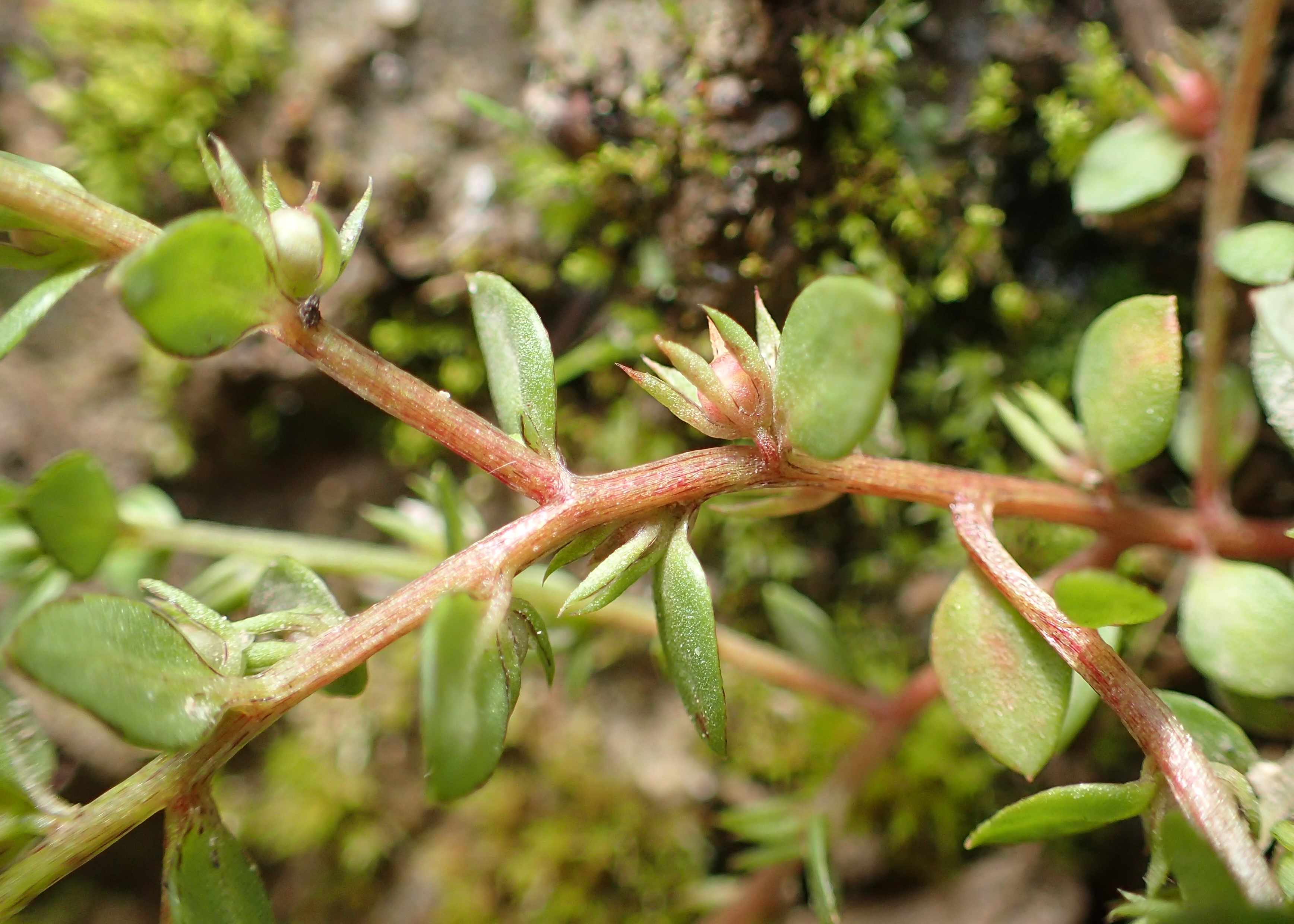
Owoce
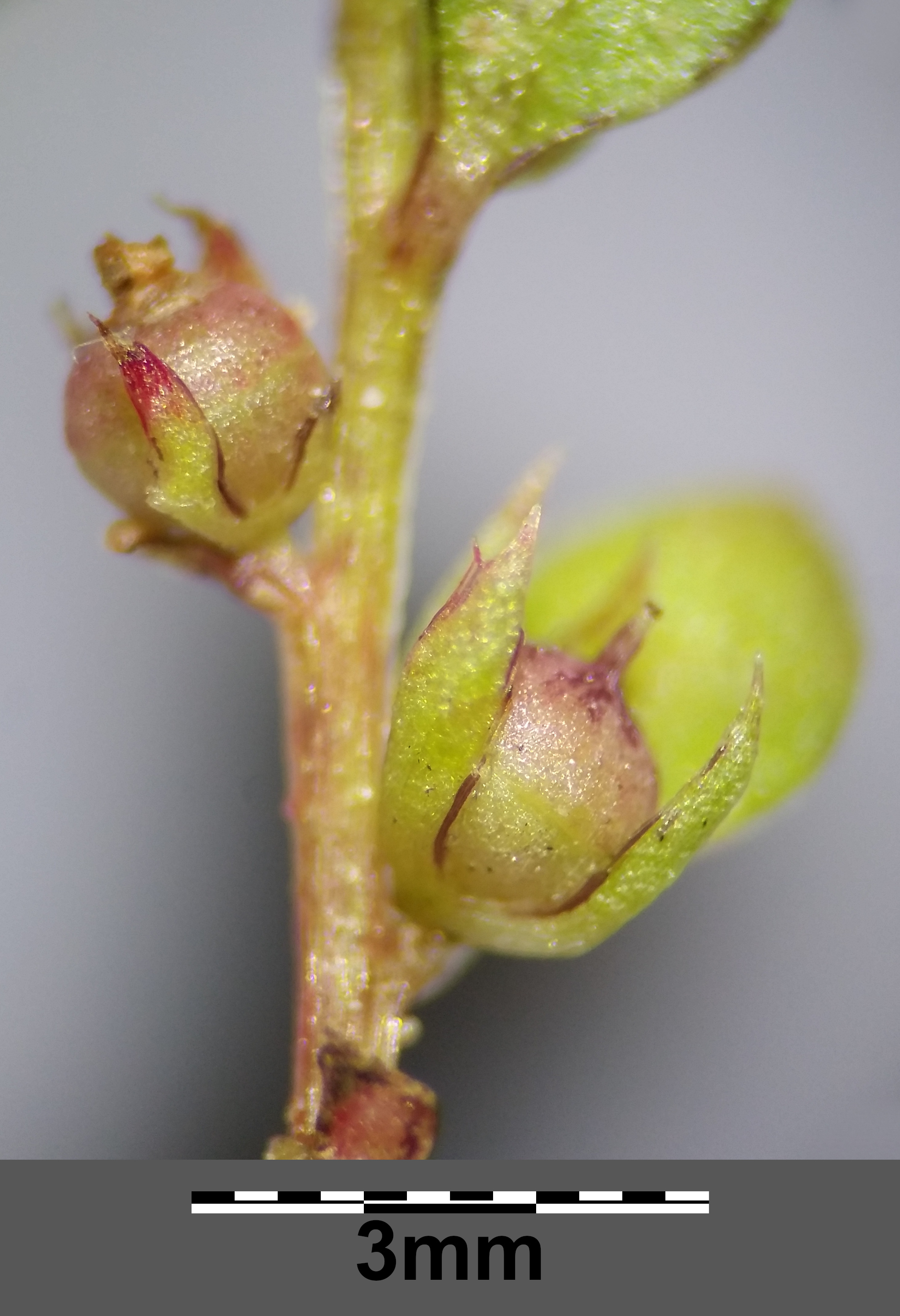
Owoce
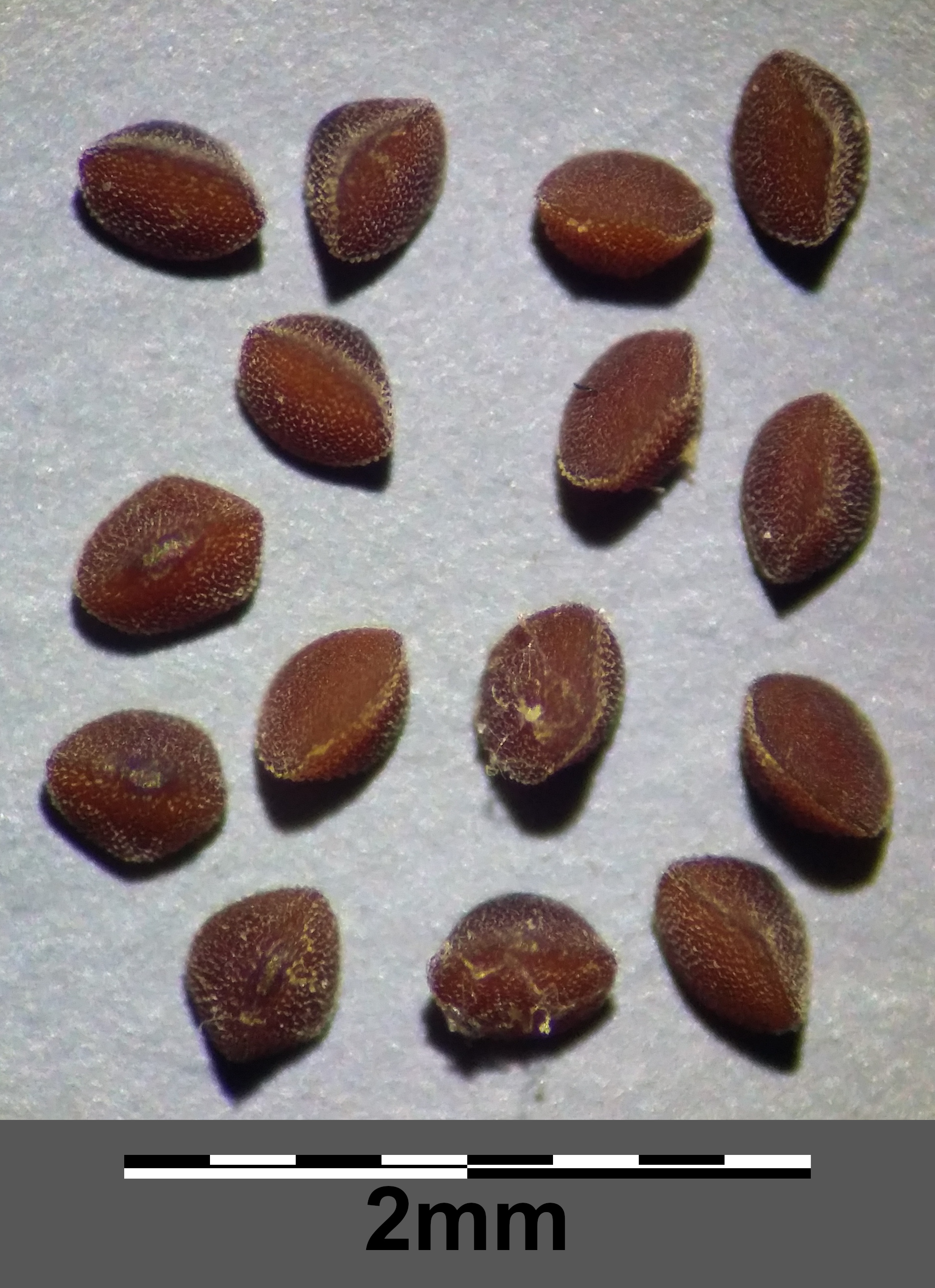
Nasiona

## Biologia i ekologia
Roślina jednoroczna. Rośnie na gliniastych lub piaszczystych polach, ugorach, przydrożach, namuliskach. Kwitnie od czerwca do września. Liczba chromosomów 2n = 22. Gatunek charakterystyczny zespołu Centunculo-Anthoceretum.

## Zagrożenia i ochrona
Roślina umieszczona na polskiej czerwonej liście w kategorii NT (bliski zagrożenia).